# Terry Reintke
Theresa "Terry" Reintke (Gelsenkirchen, 9 mei 1987) is een Duits politicus en lid van het Europees Parlement voor Bündnis 90/Die Grünen.
In 2011 studeerde ze af in de politieke wetenschappen aan de Vrije Universiteit Berlijn. Van 2011 tot en met 2013 was ze woordvoerder van de Federatie van Jonge Europese Groenen en parlementair medewerker van Bondsdagslid Ulrich Schneider. Sinds de Europese Parlementsverkiezingen in 2014 zetelt zij voor de Europese Groene Partij in het Europees Parlement, waar zij deel uitmaakt van de comités voor werk en sociale zaken, regionale ontwikkeling en vrouwenrechten en gendergelijkheid. Ze kaartte er reeds verscheidene keren het probleem van seksuele intimidatie aan, onder andere in navolging van de hashtag MeToo.
In oktober 2022 volgde ze Ska Keller op als mede-fractievoorzitter van De Groenen/Vrije Europese Alliantie in het Europees Parlement.
- Gemeinsame Normdatei: 1187074896
- Virtual International Authority File: 1394155919368239730006
- WorldCat: E39PBJkhHQYgFvVw4gtj93yKh3